# Amphisbaena rozei
Amphisbaena rozei este o specie de reptile din genul Amphisbaena, familia Amphisbaenidae, ordinul Squamata, descrisă de Lancini 1963. Conform Catalogue of Life specia Amphisbaena rozei nu are subspecii cunoscute.